# Popovics Vazul
Dr. Popovics Vazul, keresztneve Bazil formában is előfordul (Nagykomját, 1796. szeptember 12. – Ungvár, 1864. október 19.) bölcseleti doktor, görögkatolikus pap, püspök, valóságos belső titkos tanácsos.

## Élete
Popovics János görögkatolikus lelkész és Lengyel Mária fiaként született. A gimnázium  I–IV. osztályát Máramarosszigeten, az V. és VI. osztályt Ungvárott, a bölcseletet és teológiát a pesti egyetemen végezte el. Itt avatták bölcseleti doktorrá. Ezt követően segédlelkész volt Máramarosszigeten, majd Tarkovics Gergely munkácsi püspök titkáraként működött 16 évig. 1835. december 3-tól az eperjesi görögkatolikus káptalan úgynevezett éneklő kanonokja volt nyolc hónapon át. A magyar király 1837. március 16-án nevezte ki munkácsi püspökké. Pap-árvaház alapítóként szerzett nevet. 1864-ben hunyt el Munkácson.

## Munkája
- Sermo, quem ill., ac rev. dn. ... episcopus Munkacsiensis ... pro solemnitate canonicae suae in episcopum Munkácsiensem installationis ad dioecesis suae clerum dixit. Cassoviae, 1838